# Giuseppe Mussi
Giuseppe Mussi (Milano, 2 gennaio 1836 – Baveno, 18 agosto 1904) è stato un politico italiano, deputato e senatore del Regno.

## Biografia
Nato da una famiglia borghese di Milano, figlio di Luigi e Carolina Argenti (di origini nobili), si laureò in giurisprudenza all'Università degli Studi di Pavia, come alunno del Collegio Ghislieri, entrando a far parte dell'universo politico appena terminati gli studi, aderendo alla corrente di pensiero della Sinistra storica. Durante gli anni della gioventù, la ricca eredità paterna gli concesse di interessarsi di politica, svolgendo nel contempo l'attività di giornalista, scrivendo sul Gazzettino rosa diretto da Achille Bizzoni, affiancando nell'opera Felice Cavallotti.
Nel 1861 entrò a far parte del consiglio provinciale milanese, dapprima come revisore dei conti e poi come membro effettivo.
Appena ventottenne, venne eletto sindaco dalla cittadinanza di Corbetta ove il Mussi aveva preso residenza stabile con la propria famiglia (nella stessa villa che poi, attraverso sua nipote Carlotta Borsani, passerà allo scrittore Carlo Dossi), rimanendo in carica dal 1864 al 1868 e venendo nuovamente rieletto a tale carica dal 1879 sino al 1886. Continuò la sua attività di scrittore preparando articoli per la Gazzetta di Milano, per Il Diritto e per L’Unione di Carlo Righetti, giungendo a pubblicare anche su Il Secolo dove si specializzò in articoli di politica ed amministrazione locale.
In campo politico, nel 1866 venne eletto alla camera dei deputati a soli 30 anni, rappresentando il collegio elettorale di Abbiategrasso, nel quale erano compresi i suoi possedimenti terrieri: l'avvocato Luigi Brangi, commentatore politico dell'epoca, lo definì nella sua opera un "repubblicano all'acqua di rosa", mentre il biografo parlamentare Telesforo Sarti disse di lui che era un "radicale, ma di quei radicali di buon senso, che sono in sostanza più conservatori di certi moderati".
Fu proprio per questo suo senso di moderazione che entrò ben presto in conflitto col compagno deputato Cavallotti, il quale denunciò più volte la sua incoerenza rispetto agli ideali del partito. Nel 1868 venne eletto anche nel consiglio comunale di Milano, rimanendovi sino al 1904 con alcune brevi interruzioni e guidando sempre l'opposizione ai moderati.
Massone, nel 1867 fu tra i fondatori della Loggia Universo di Firenze, nel 1872 fu nominato Gran maestro aggiunto del Grande Oriente d'Italia e nel 1896 Gran maestro aggiunto onorario a vita; dal 1885 al 1886 fu presidente della Gran loggia del Rito simbolico italiano, nel 1875 fu membro della Loggia Libero pensiero di Abbiategrasso e il 26 ottobre 1903 fu affiliato alla loggia Cisalpina-Carlo Cattaneo di Milano .
Tra il 1872 ed il 1875 scrisse per La Capitale di cui assunse anche la direzione sotto la presidenza di Raffaele Sonzogno, abbandonata però dopo la presa di posizione sulla soppressione delle corporazioni religiose ed i primi arresti per reati di stampa. Nel 1875 fondò il giornale La Ragione assieme a Cavallotti e ad Andrea Ghinosi, esperienza che però si concluse nel 1883 quando il Mussi abbandonò il giornale per tornare a scrivere su Il Secolo.
Dopo essere entrato in stretti rapporti con Francesco Crispi e Giuseppe Zanardelli, venne eletto deputato nel partito radicale e nel 1892 venne nominato Vicepresidente della Camera dei Deputati del Regno d'Italia, rimanendo in carica sino al 1894, sotto la presidenza di camera dello stesso Zanardelli, nella XVIII Legislatura.
Il 18 dicembre 1899 venne eletto Sindaco di Milano, il primo a capo di una coalizione di centrosinistra, rimanendo in carica sino al 16 dicembre 1903.
Il 21 novembre 1901 venne nominato senatore del Regno d'Italia con relatore il Senatore Antonino Di Prampero, e divenne primo Presidente, a Milano, dell'A.N.C.I. (Associazione Nazionale Comuni Italiani).
Morì nella sua villa di Baveno il 18 agosto 1904 ed è sepolto a Milano. Poco dopo il suo decesso, le città di Milano e Corbetta gli dedicarono rispettivamente una via.

## Opere
- G. Mussi, Resoconto politico ai suoi ottimi elettori di Abbiategrasso - Binasco: discorso, pubblicato da Giuseppe Bollini, 1876
- G. Mussi, I parrucconi di una volta e i liberali della giornata, Tip. della Gazzetta di Milano, 1871